# ویلی مویرر
ویلی مویرر (انگلیسی: Willi Meurer; ۱۰ سپتامبر ۱۹۱۵ – ۲۸ سپتامبر ۱۹۸۱) دوچرخه‌سوار اهل آلمان بود.